# Raëliánské hnutí

Raeliánský symbol

Raëliáni jsou náboženským hnutím, intenzivně propagovaném po celém světě svým zakladatelem, francouzským hudebníkem, novinářem a motoristou Raëlem (* 1946 jako Claude Vorilhon) od roku 1974. V současnosti sdružuje odhadem 60 000 členů v 90 zemích, ale jen 18 tisíc se podařilo dohledat. Hnutí má hierarchickou organizaci se šesti stupni a symbolem hnutí je šesticípá hvězda, v níž jsou oba trojúhelníky – sféra nebe a země, propojeny; často bývá mylně označováno za svastiku.

## Učení a cíl
Vesmír není podle raëliánů stvořený Bohem, nýbrž je vědeckou konstrukcí mimozemšťanů, pro něž Raël užívá jméno Elohim, jedno z božích jmen v hebrejské bibli (Raëlova matka byla Židovka). Ti se na Zemi objevují už po staletí jako „andělé“ a jejich poslové a proroci jako Buddha, Ježíš nebo Mohamed patřili mezi ně. Cílem hnutí je rozšířit poselství od (mimozemských) Elohim a postavit Ambasádu někde na neutrálním území, kde by eventuálně Elohim mohli oficiálně přijít, pokud se na Zemi utvoří vhodné podmínky, tj. pokud zavládne mír, a pokud pozemšťané samotní oficiálně pozvou své stvořitele Elohim. Pozvánkou je podle Raëla právě samo vybudování Ambasády.
Hnutí zastává domněle nekonformní názory, hlásá svobodu bádání, myšlení a sexuality za podmínky neubližování jiným. Hnutí organizuje na různých místech na světě letní Happiness academy, na kterých se vyučuje meditace a kde se pořádají přednášky; semináře jsou podobné meditačním sezením či filosofickým diskusím.

## Odkaz v kultuře
Společnost Netflix uvedla roku 2024 čtyřdílnou francouzskou dokumentární sérii Raël: Poslední prorok, jejíž součástí jsou i rozhovory se členy hnutí.